# Я всегда буду любить тебя (фильм)
«Я всегда буду любить тебя» (англ. I Will Always Love You) — филиппинский романтический комедийно-драматический фильм режиссёра Мака Алехандре с Ричардом Гутьерресом и Ангелой Локсин в главных ролях. Заглавную песню фильма «I Will Always Love You» исполняет Нина.

## Сюжет
Джастин — богатый, умный, уверенный в себе метис из частной школы в Маниле, в то время как Сесиль — простая ученица из сельской государственной школы. Они влюбляются друг в друга против воли его родителей. Те хотят, чтобы он женился на Донне, дочери их делового партнёра.
Его родители приказывают Джастину учиться в США, чтобы отделить его от Сесиль. Но Джастин находит способ взять её с собой в Сан-Франциско, не зная никого. Молодые влюблённые живут своей мечтой в Америке. Однако однажды мать Джастина заезжает в гости, привезя с собой Донну. Джастин прячет Сесиль у друга семьи. Однажды она застаёт его и Донну в крепком объятии.
Сесиль садится на первый самолёт обратно в Манилу, игнорируя попытки Джастина объяснить, почему он целовал Донну. Вернувшись домой, друг детства Сесиль, Эндрю, неустанно ухаживает за ней. Через несколько месяцев Эндрю и Сесиль помолвлены. А потом Джастин летит домой, чтобы попытаться вернуть Сесиль.

## В ролях
- Ричард Гутьеррес — Дастин Ледесма
- Ангела Локсин — Сесиль
- Джеймс Бланко — Эндрю
- Бьянка Кинг — Донна
- Тьюзди Варгас — Фрида
- Беарвин Мейли — Оги
- Джин Гарсиа — Адель Ледесма
- Ллойд Самартино — Edward Ledesma
- Эми Австрия — Энкар
- Мелисса Агирр — Синди
- Луи Алехандро — Пепинг
- Малу Крисолого — Грейс
- Солиман Крус — Роджер
- Карен Делос Рейес — Тесса
- Эхра Мадригаль — Митч
- Мириам Пантиг — миссис Ривьера
- Сюзетт Ранильо — Тита Эмма
- Мигель Танфеликс — Джонджон
- Тео Трапалис — студент (США)
- Нэш Агуас — юный Джастин
- Габриэль Роксас — юная Оги
- Мигель Агила